# 巴拿馬細潛魚
巴拿馬細潛魚為輻鰭魚綱鼬魚目鼬魚亞目隱魚科的其中一種，分布於印度太平洋區，從模里西斯至法屬波里尼西亞海域，棲息深度2-79公尺，體長可達15公分，為底棲性魚類，會寄生在雙殼貝，屬肉食性。

## 擴展閱讀
維基物種上的相關：巴拿馬細潛魚